# 대구서촌초등학교
대구서촌초등학교는 대한민국 대구광역시 동구에 있는 초등학교다.

## 연혁
- 1921-03-01 서촌강습소 설치
- 1942-05-04 서촌공립학교로 승격(5월 4일을 개교기념일로 정함)
- 1971-08-31 본관 신축(8개 교실)
- 1986-03-12 대구서촌국민학교 병설유치원 개원
- 1996-03-01 대구서촌국민학교를 대구서촌초등학교로 명칭 변경
- 1996-12-16 급식 시설 및 2개 교실 증축
- 1999-09-01 대구지묘초등학교 서촌분교장으로 개편
- 2000-09-01 대구서촌초등학교로 개편
- 2004-10-07 서촌 '새싹 도서관'개관
- 2011-05-11 행복학교 지정(대구광역시교육청)
- 2011-09-01 제37대 송인수 교장 부임
- 2012-02-16 제65회 졸업(졸업생 14명, 총 3,169명)
- 2012-03-01 초등 6학급, 유치원 1학급(종일반)편성
- 2013-02-15 제66회 졸업(졸업생 6명, 총 3,175명)
- 2013-03-01 초등 7학급, 유치원 1학급(종일반)편성
- 2014-02-14 제67회 졸업(졸업생 11명, 총 3,186명)
- 2014-03-01 초등 7학급, 유치원 1학급(종일반)편성
- 2014-03-20 행복나래관(강당 및 행정동 신축 개관)
- 2015-02-13 제68회 졸업(졸업생 16명, 총 3,202명)
- 2015-03-02 초등 7학급, 유치원 1학급(종일반)편성
- 2015-09-01 제38대 김진도 교장 부임
- 2017-02-15 제 69회 졸업(졸업생 19명, 총 3221명)